# Musculus cervico-occipitalis dorsalis
Musculus cervico-occipitalis dorsalis, mięsień Idlm4 (pl. grzbietowy mięsień szyjno-potyliczny) – mięsień występujący w tułowiu owadów.
Mięsień należący do grupy "grzbietowych mięśni podłużnych" (ang. dorsal longitudinal muscles), zlokalizowany w przedtułowiu. Miejscem początkowym jego przyczepu jest pierwsza apofiza tergalna. Jego koniec przyczepia się natomiast do środkowej części zapotylicy. Biegnie on e tym samym kierunku co mięsień musculus prophragma-cervicalis.
U Cordulegaster bidentatus mięsień ten jest stosunkowo mały i krótki.